# Marquesado de la Romana
El marquesado de la Romana es un título nobiliario español concedido por Felipe V el 16 de junio de 1739 a José Caro y Maza de Linzana, capitán general de los Reales Ejércitos, general jefe del ejército del norte y comendador de la Orden de Montesa.  En 4 de octubre de 1802, el rey Carlos IV concedió la grandeza de España a Pedro Caro y Sureda, III marqués de la Romana.
Su nombre se refiere al municipio valenciano de La Romana, en la provincia de Alicante.

## Marqueses de la Romana
- José Caro Maza de Lizana y Roca (m. 13 de febrero de 1749), I marqués de la Romana,[2] hijo de Carlos José Francisco Caro Maza de Lizana y Ruiz, señor de las baronías de Mogente y Novelda.

Casó, el 2 de octubre de 1710, con Patricia Fontes Benvingut. En 13 de febrero de 1749, sucedió su hijo:
- Pedro Caro Mazo de Lizana y Fontes (1717-1775), II marqués de la Romana.[2]

Casó, el 8 de julio de 1775, con Margarita de Sureda y Togores. En 19 de diciembre de 1776, sucedió su hijo:
- Pedro Caro y Sureda (1761-23 de enero de 1811), III marqués de la Romana, grande de España.[2]

Casó, el 14 de septiembre de 1801, con Dionisia de Salas y Boixadors. En 23 de enero de 1811, sucedió su hijo:
- Pedro Caro y Salas (Palma de Mallorca, 20 de junio de 1805-8 de diciembre de 1855), IV marqués de la Romana.[2][3]

Casó, el 21 de agosto de 1826, con María del Rosario Tomasa Álvarez de Toledo y Palafox. En 31 de agosto de 1856, sucedió su hijo:
- Pedro Caro y Álvarez de Toledo (9 de julio de 1827-25 de abril de 1888), V marqués de la Romana,[2] I conde de la Real Estimación y Caballero de la Orden del Toisón de Oro.

Caso, el 8 de mayo de 1848, con Isabel, condesa de Széchenyi de Sarvar Fesolvidek (m. 1910). En 17 de abril de 1889, sucedió su hijo:
- Pedro Caro y Széchényi (1849-11 de abril de 1916), VI marqués de la Romana.[2]

Casó, el 3 de septiembre de 1880,  con María Piedad Martínez de Irujo y del Alcázar. En 11 de noviembre de 1916, sucedió su hijo:
- Pedro Caro y Martínez de Irujo (1882-Madrid, 26 de abril de 1935), VII marqués de la Romana,.[2] caballero de la Orden de Montesa, gentilhombre de cámara y senador.[4]

Casó, el 2 de diciembre de 1916, con María Asunción Falcó y de la Gándara (1883-1971), XI marquesa de Almonacid de los Oteros, XVII marquesa de Castel-Rodrigo, III condesa de Lumiares, III duquesa de Nochera. En 2 de junio de 1950, le sucedió su hermana:
- María de la Piedad Caro y Martínez de Irujo (1884-27 de marzo de 1965), VIII marquesa de la Romana,[2] I duquesa de Santo Buono, Dama de la Reina Victoria Eugenia de España.

Casó, el 15 de junio de 1992, con Diego del Alcázar y Roca de Togores, VIII marqués de Peñafuente, XIII conde de Villamediana. En 24 de febrero de 1967, le sucedió su hijo:
- Diego del Alcázar y Caro (Madrid, 7 de octubre de 1925-28 de octubre de 1994), IX marqués de la Romana,[2][5] XIV conde de Villamediana y IX marqués de Peñafuente.[6]

Casó, el 26 de noviembre de 1949, con María Teresa Silvela y Jiménez-Arenas. En 14 de mayo de 1996, le sucedió su hijo:
- Diego del Alcázar Silvela (n. 30 de agosto de 1950), X marqués de la Romana.[2]

Casó. el 15 de julio de 1977, con María Benjumea y Cabeza de Vaca.